# Subclavian-Steal-Syndrom

Subclavian-Steal-Syndrom in der angiographischen Darstellung: Der Katheter vom linken Arm ist über die Stenose am Abgang der A. subclavia links in den Aortenbogen gelegt. Das Kontrastmittel strömt von hier primär in den Truncus brachiocephalicus, die A. carotis communis links und nur minimal in die linke A. subclavia. Die linke A. vertebralis wird retrograd von kranial nach kaudal kontrastiert und versorgt im Weiteren die linke A. subclavia.

Das Subclavian-Steal-Syndrom oder Subklaviaanzapfsyndrom (auch Vertebralisanzapfsyndrom) gehört zu den sogenannten Anzapfphänomenen (Steal-Syndromen) und bezeichnet Blutdruckabsenkungen oder -schwankungen distal von vorübergehenden oder nicht vollständigen Gefäßverschlüssen (Stenosen) der Arteria subclavia (Schultergürtelarterie) noch vor dem Abgang der linken Arteria vertebralis.
Meist ist die linke Schultergürtelarterie betroffen. Nach intensiver Muskelarbeit, zum Beispiel bei Arbeit mit dem Arm über dem Kopf, kann es zu einem Blutfluss aus der Arteria vertebralis (nun gespeist von der Gegenseite) in die Arteria subclavia kommen, in der Folge fällt der Blutdruck im seitengleichen Versorgungsgebiet der Arteria vertebralis bis hin zur Arteria basilaris ab. Hier handelt es sich dann um eine Strömungsumkehr. In besonders schweren Formen des Subclavian-Steal-Syndroms kann es auch in Abwesenheit von körperlicher Arbeit zu Symptomen kommen. Diagnostisch kann das Syndrom durch eine Blutdruckdifferenz an den beiden Armen und auskultatorisch über der Arterie im Stethoskop bemerkbar machen. Ein ähnliches Geschehen liegt dem iliofemoralen Steal-Syndrom zugrunde.

## Symptomatik
Die verminderte Sauerstoffzufuhr im betroffenen Arm führt zu ischämiebedingten Schmerzen. Der zentrale Blutdruckabfall kann zu zeitweisem Schwindel, Ataxien (Gangunsicherheit), Sehstörungen und Ohnmacht (Synkopen) führen.

## Diagnostik
Unter den bildgebenden Verfahren können CT, MRT und zerebrale Angiographie zur Diagnose der Erkrankung verwendet werden. Die Duplexsonographie zur Beurteilung der Arteria carotis, subclavia und vertebralis eignet sich am besten für die Diagnose des Syndroms.

## Differentialdiagnostik
Abzugrenzen ist die Angeborene Subclavian-Steal-Sequenz.

## Therapie
Bei starken Beschwerden kommt eine Aufdehnung der Stenose durch einen Ballonkatheter (Ballondilatation) oder eine Bypass-Operation in Frage.